# Сардоба (озеро)
Сардоба (устар. Сардоба-куль) — озеро на правом берегу Амударьи в Узбекистане. Располагается у границы с Туркменистаном, на территории Хазараспского района в юго-восточной части Хорезмской области.
Площадь поверхности озера составляет 1,36 км².
Озеро Сардоба находится на высоте около 126,2 м над уровнем моря юго-западнее солончака Кызылшор, между Амударьей и автодорогой A380, являющейся частью европейского маршрута E 40 и азиатского маршрута AH63.
Соединяется безымянной протокой длиной менее 10 км с Амударьей.
Весной 1873 года, во время Хивинского похода, Туркестанский отряд, двигаясь из Ташкента через Джизак на Хиву, вёл бои с туркменами в окрестностях озера Сардоба.